# Осмуссаар
О́смуссаар, О́смуссар или О́денсхольм (эст. Osmussaar, швед. Odensholm) — остров в Балтийском море, принадлежащий Эстонии. Шведское название получил в честь Одина, чья могила по легенде находится на острове. В Российской империи остров носил шведское название «Оденсхольм». Площадь острова 4,69 км². Население — 2 человека (2009). Принадлежит волости Ноароотси уезда Ляэнемаа.
К северо-востоку от острова располагается подводный кратер Неугрунд — крупнейший ударный кратер в Эстонии.

## История
Во время Первой мировой войны 26 августа 1914 года русские крейсера «Паллада» и «Богатырь» захватили кодовую книгу с германского лёгкого крейсера «Магдебург», севшего на мель вблизи острова. Российские власти передали книгу британскому Адмиралтейству, что сыграло важную роль в раскрытии военно-морского кода Германии. Раскрытие кода оказало впоследствии значительное влияние как на боевые действия на море, так и на ход войны в целом.
До 1940 года на острове проживало около 130 человек, главным образом шведы, но после ввода советских войск в Эстонию жители покинули остров. Поскольку в настоящее время остров является заповедником, в соответствии с законом Эстонии о реституции, все владельцы земли, владевшие наделами на острове, получили компенсацию в другом месте. На данный момент на острове проживает две семьи, состоящие в родстве.
Остров был последней территорией советской Эстонии, покинутой советскими войсками при отступлении после нападения Германии в 1941 году (см. Моонзундская оборонительная операция (1941)).
Защитники Осмуссара (205-й отдельный артиллерийский дивизион и батальон, сформированный из рабочих Особого линейного строительства № 3) держались до декабря 1941 года, после чего гарнизон был эвакуирован, орудия взорваны, а башни и командный пункт затоплены.
На острове находится братская могила 15-ти советских моряков и рабочих, державших оборону в течение 164 дней. За могилой ухаживают члены эстонского «Русского парусного общества» и яхтенного клуба Baltsail.

## Галерея

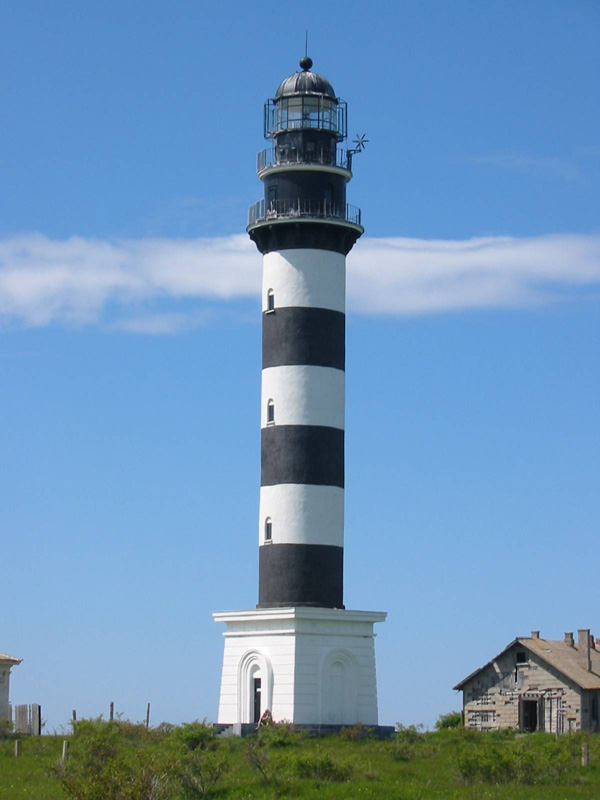
Маяк на острове
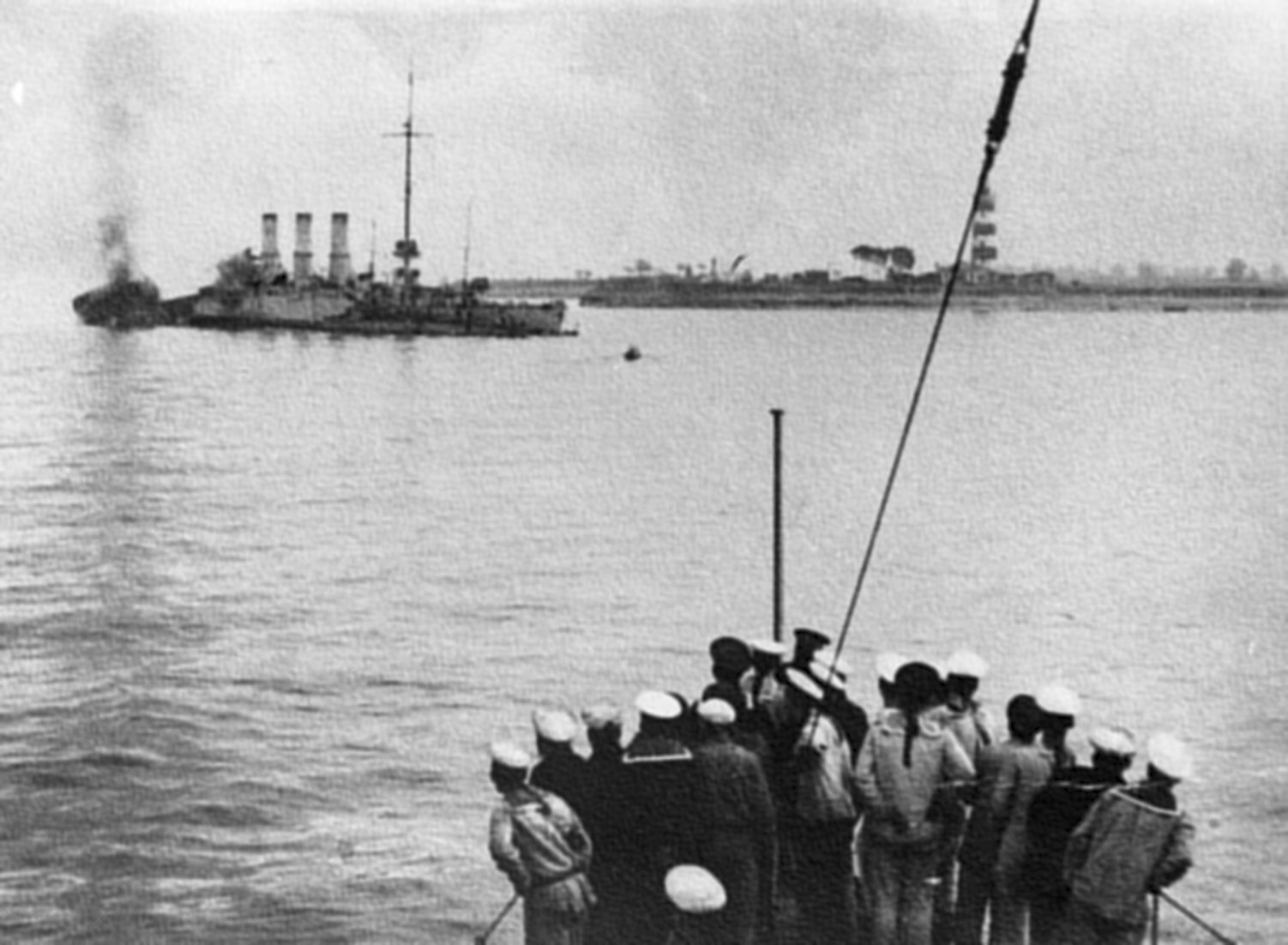
Севший на мель «Магдебург», 1914 год. Остров виден на заднем плане
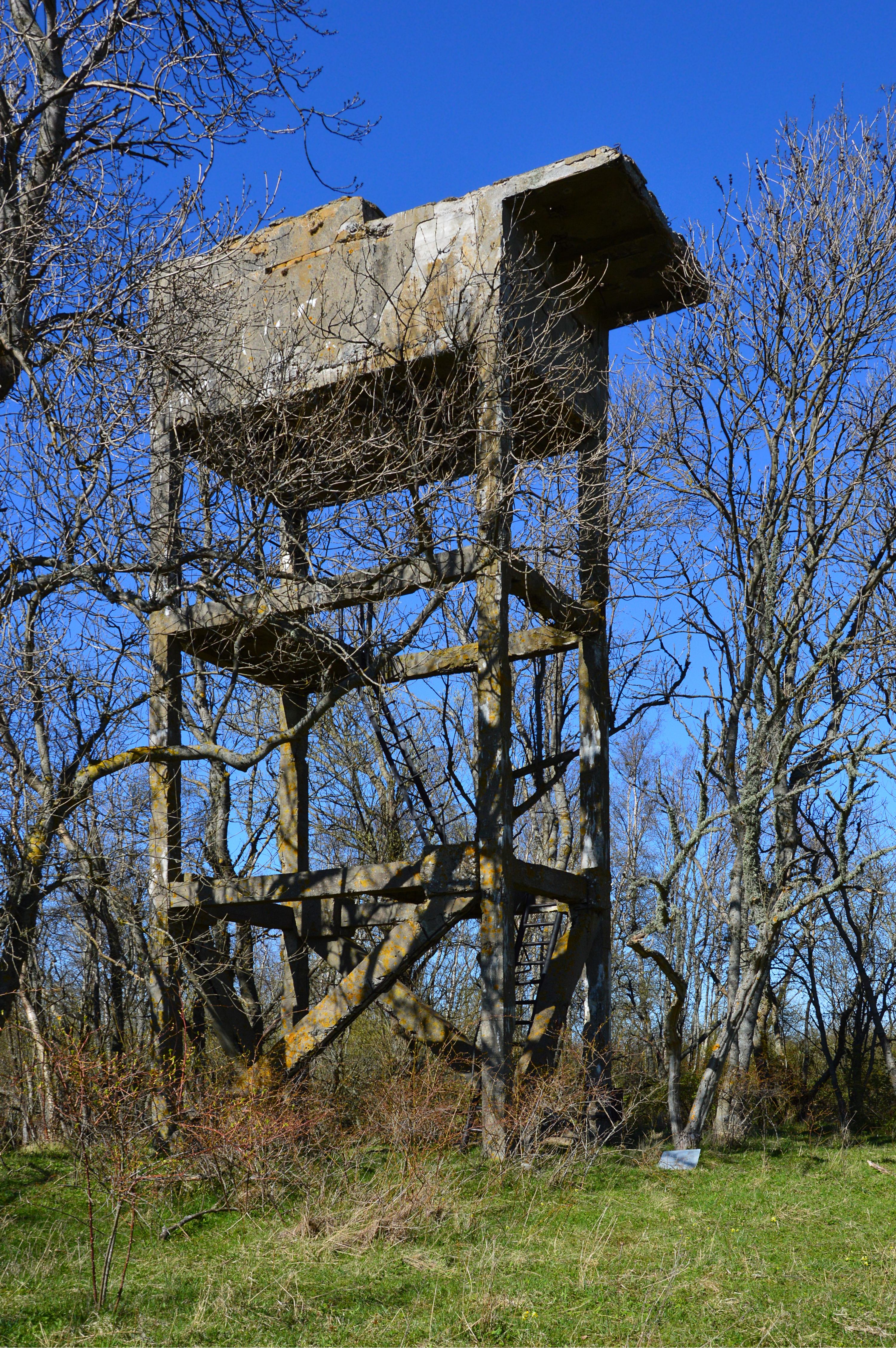
Смотровая вышка
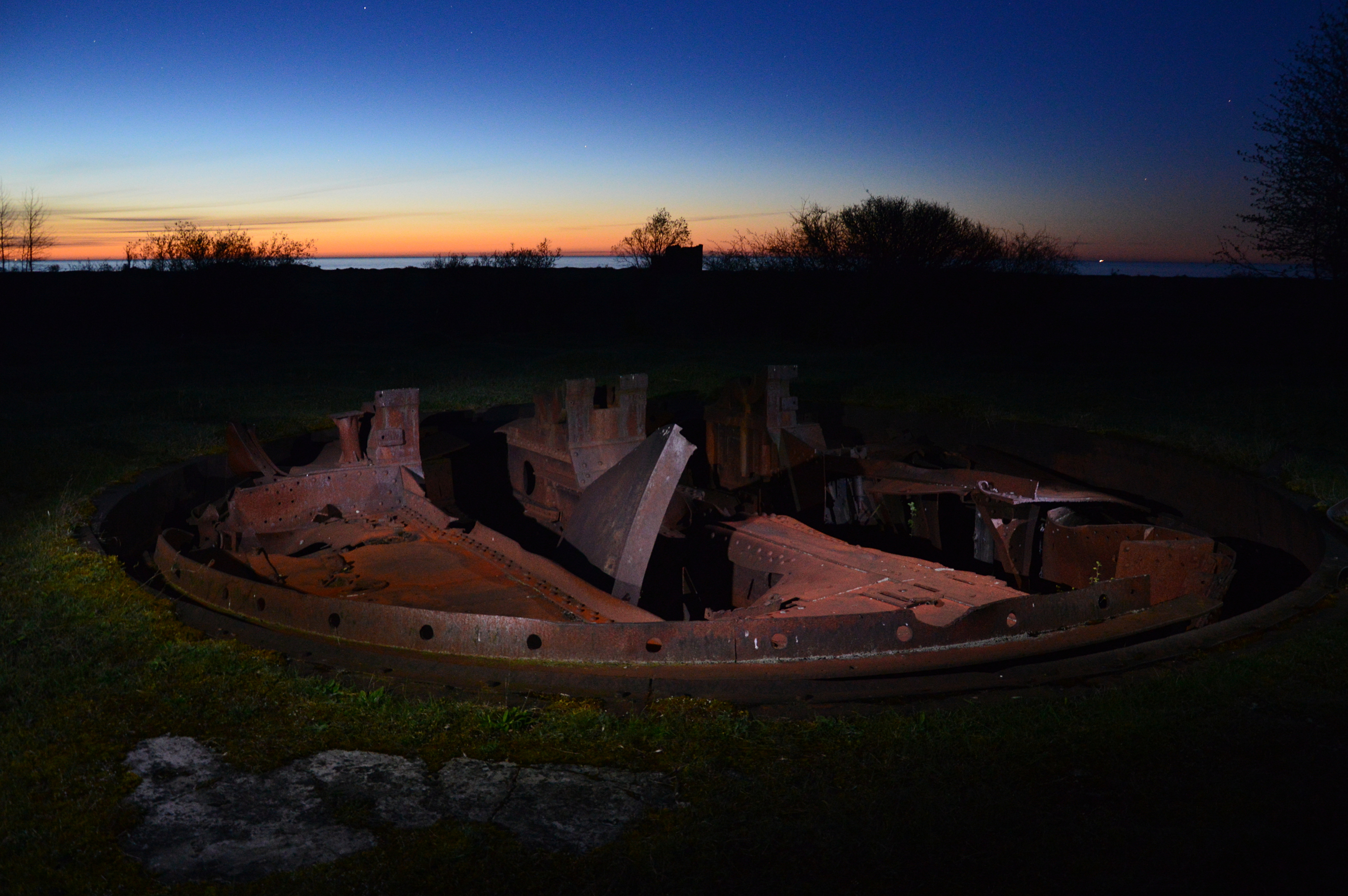
Остатки дальнобойной пушки
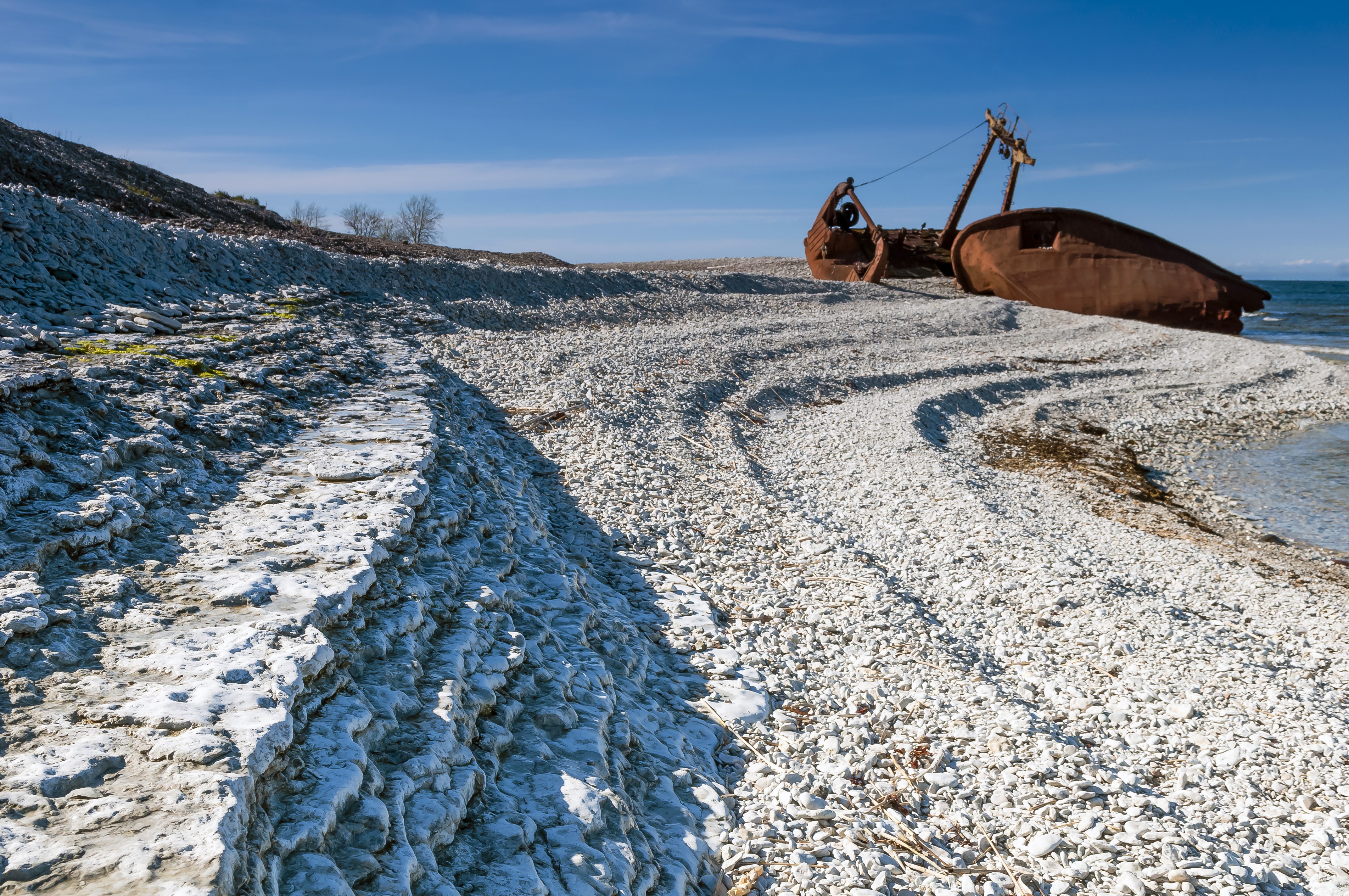
Обломки морского судна на юго-восточном побережье острова
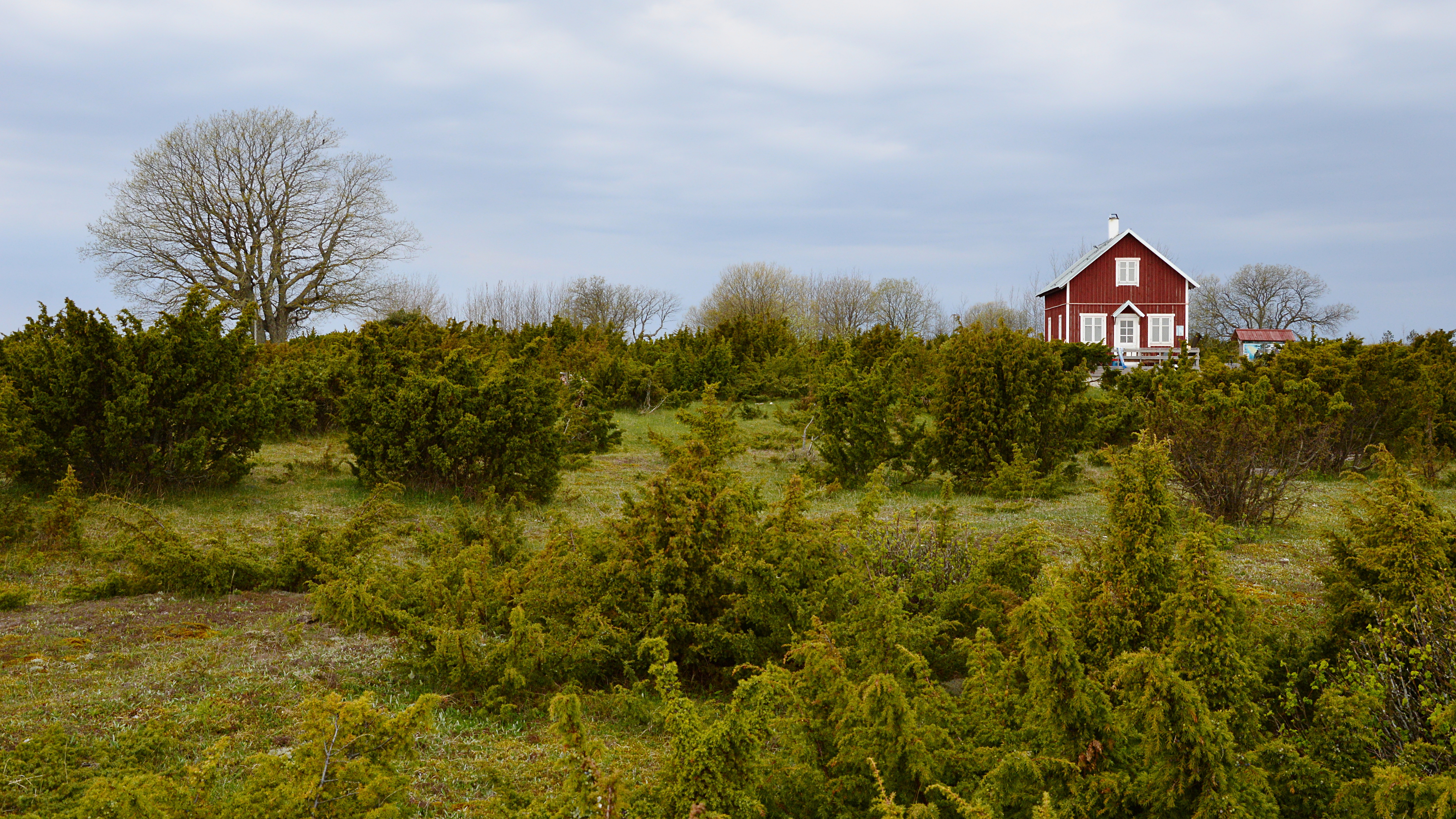
Жилой дом на острове
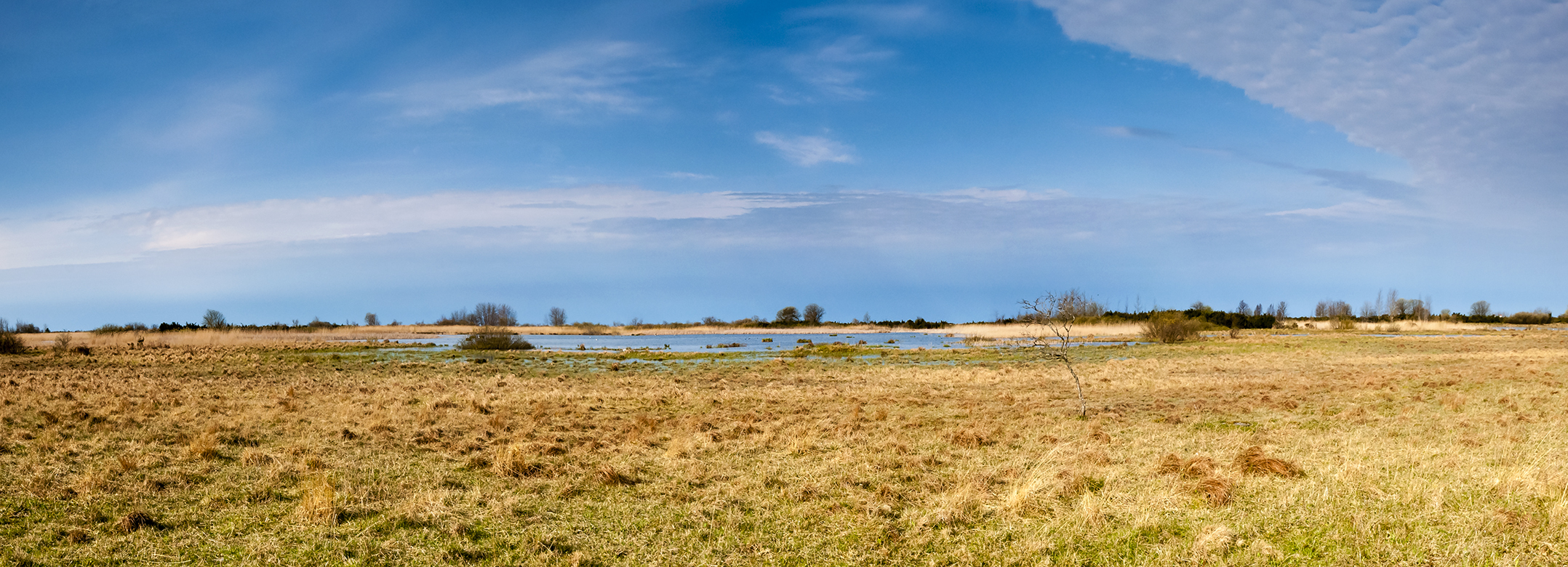
Пейзаж в южной части острова
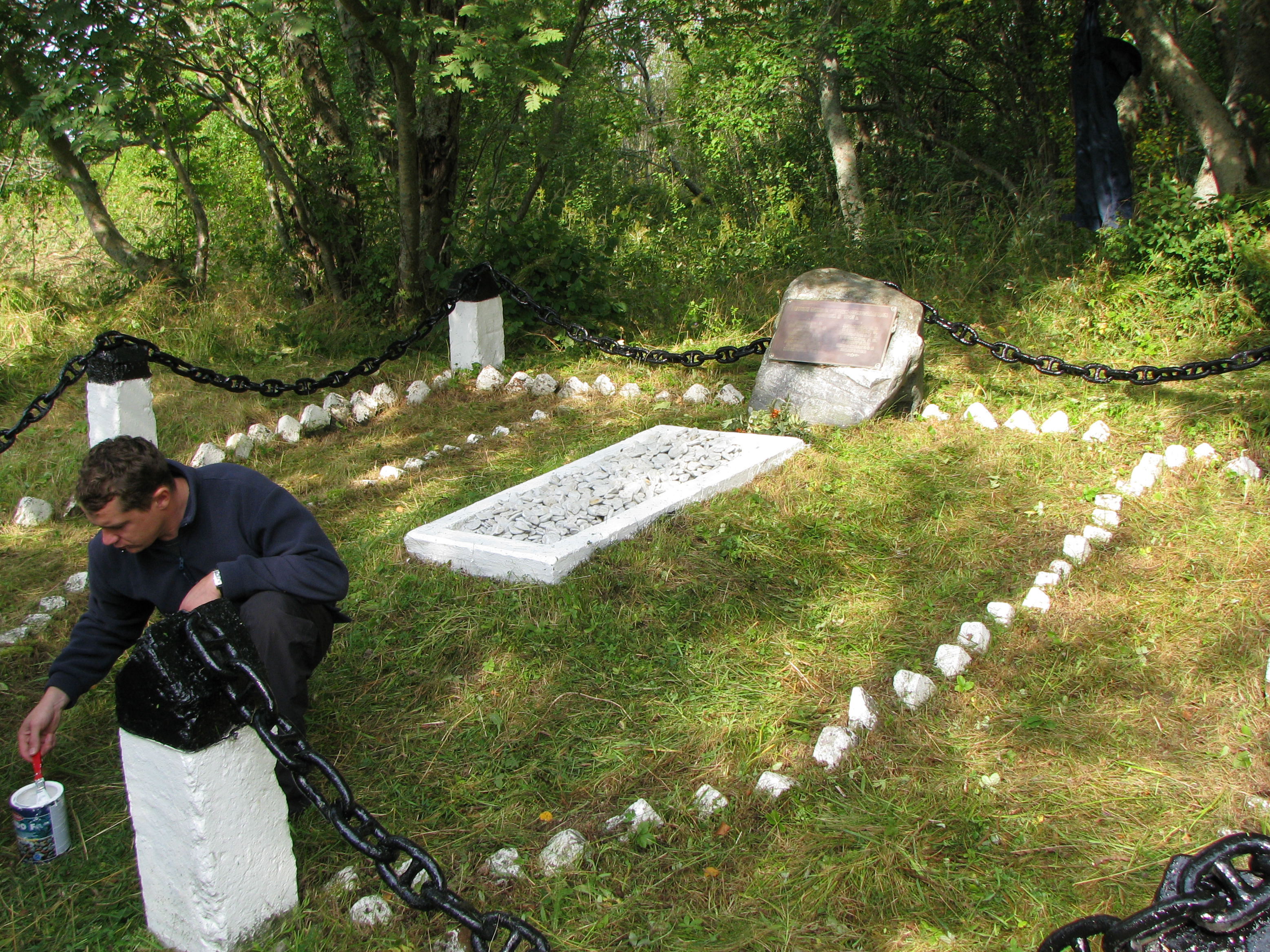
Уход за братской могилой на острове в 2009 году